# Sibon
Pour les articles homonymes, voir Sibon (homonymie).
Genre
Sibon est un genre de serpents de la famille des Dipsadidae.

## Répartition
Les espèces de ce genre se rencontrent au Mexique, en Amérique centrale et en Amérique du Sud.

## Liste des espèces
Selon The Reptile Database (14 mai 2023) :
- Sibon annulatus (Günther, 1872)
- Sibon anthracops (Cope, 1868)
- Sibon argus (Cope, 1876)
- Sibon ayerbeorum Vera-Pérez, 2019[3]
- Sibon bevridgelyi Arteaga et al., 2018[4]
- Sibon canopy Arteaga & Batista, 2023[5]
- Sibon carri (Shreve, 1951)
- Sibon dimidiatus (Günther, 1872)
- Sibon dunni Peters, 1957
- Sibon irmelindicaprioae Arteaga & Batista, 2023[5]
- Sibon lamari Solorzano, 2001
- Sibon leucomelas (Boulenger, 1896)
- Sibon linearis Perez-Higareda et al., 2002
- Sibon longifrenis (Stejneger, 1909)
- Sibon manzanaresi McCranie, 2007
- Sibon marleyae Arteaga & Batista, 2023[5]
- Sibon merendonensis Rovito et al., 2012
- Sibon miskitus McCranie, 2006
- Sibon nebulatus (Linnaeus, 1758)
- Sibon nigralbus Fouquet et al. 2025
- Sibon noalamina Lotzkat et al., 2012
- Sibon perissostichon Köhler et al., 2010
- Sibon vieirai Arteaga & Batista, 2023[5]

## Publication originale
- Fitzinger, 1826 : Neue classification der reptilien nach ihren natürlichen verwandtschaften. Nebst einer verwandtschafts-tafel und einem verzeichnisse der reptilien-sammlung des K. K. zoologischen museum's zu Wien, p. 1-67 (texte intégral).